# Srážky ze mzdy
Srážky ze mzdy jsou dobrovolným či nedobrovolným odvodem části čisté mzdy, platu nebo jiného příjmu dalšímu subjektu. Mohou být provedeny pouze na základě písemné dohody o srážkách ze mzdy nebo k uspokojení závazků zaměstnance.

## Srážky na základě dohody
Dohoda o srážkách ze mzdy představuje jeden ze způsobů zajištění dluhu (vedle ručení, finanční záruky a zajišťovacího převodu práva).
Dohodu o srážkách ze mzdy uzavírají zaměstnanec–dlužník a věřitel, kterým může být buď zaměstnavatel, nebo třetí osoba. Srážky ze mzdy ve prospěch zaměstnavatele mohou být například srážky za stravné, za užívání služebního bytu nebo srážky sloužící k náhradě škody způsobené zaměstnancem. Srážky ve prospěch třetí osoby se nejčastěji týkají placení výživného. V případech, kdy je věřitelem třetí osoba, je k uzavření dohody o srážkách nutný souhlas zaměstnavatele. Výše srážek na základě dohody nesmí dle nového občanského zákoníku překročit polovinu příjmu zaměstnance. Tímto příjmem však může například být i náhrada mzdy při pracovní neschopnosti nebo příjmy plynoucí z dohody o provedení práce.

## Exekuční srážky
Srážky ze mzdy jsou rovněž jedním z možných způsobů provedení exekuce či soudního výkonu rozhodnutí. O jejich uvalení rozhoduje soud nebo soudní exekutor, v případě správní či daňové exekuce pak příslušné orgány. Základní právní úpravou pro exekuční srážky je druhá hlava šesté části občanského soudního řádu, kde je popsán způsob výpočtu výše srážek a vyjmenovány druhy příjmů, jichž se srážky týkají. Na rozdíl od srážek na základě dohody se exekuční srážky nevztahují na příjmy plynoucí z dohody o provedení práce, srážkami však může být zatížen i důchod, podpora v nezaměstnanosti, všechny pravidelně vyplácené dávky státní sociální podpory a další příjmy. Ve všech případech však musí povinnému (dlužníkovi) zůstat základní nezabavitelná částka, kterou činí dvě třetiny součtu životního minima a normativních nákladů na bydlení. Konkrétní výši této částky stanovuje vláda České republiky nařízením. Nezabavitelná částka představuje minimální hranici dlužníkova příjmu, která mu musí zůstat bez ohledu na výši jeho dluhů. Kromě životního minima a normativních nákladů, je ve výpočtu nezabavitelné částky zohledněn také počet vyživovaných osob dlužníka.

## Srážky v širším pojetí
V širším pojetí patří mezi srážky ze mzdy rovněž povinné odvody zálohy daně z příjmů fyzických osob a platby sociálního a zdravotního pojištění.